# Lê Thị Mộng Tuyền
Lê Thị Mộng Tuyền (* 14. März 1990) ist eine vietnamesische Leichtathletin, die sich auf den Sprint spezialisiert hat.

## Sportliche Laufbahn
Erste internationale Erfahrungen sammelte Lê Thị Mộng Tuyền bei den Asienspielen 2010 in Guangzhou, bei denen sie mit der vietnamesischen 4-mal-100-Meter-STaffel in 44,77 s den vierten Platz belegte. 2015 nahm sie erstmals an den Asienmeisterschaften in Wuhan teil und schied dort über 100 und 200 Meter mit 12,30 s und 25,26 s jeweils in der ersten Runde aus. Bei den Südostasienspielen 2017 in Kuala Lumpur wurde sie im 100-Meter-Lauf in 11,90 s Siebte und gewann mit der vietnamesischen Stafette in 43,88 s die Goldmedaille. 2018 nahm sie erneut an den Asienspielen in Jakarta teil und schied dort in 11,98 s in der ersten Runde über 100 Meter aus. Zudem belegte sie mit der Staffel in 45,42 s den siebten Platz. 2019 gewann sie bei den Südostasienspielen in Capas in 45,17 s die Bronzemedaille hinter den Teams aus Thailand und den Philippinen. 2022 gewann sie dann bei den Südostasienspielen in Hanoi in 45,25 s die Silbermedaille mit der Staffel hinter Thailand.
In den Jahren 2017, 2019 und 2020 wurde Lê Vietnamesische Meisterin in der 4-mal-200-Meter-Staffel sowie 2019 und 2020 auch in der 4-mal-100-Meter-Staffel. Sie absolvierte ein Studium an der Ho Chi Minh City Pedagogical University sowie ein Hotel-Management Studium am Vietnamese Australian Vocational College.

## Persönliche Bestleistungen
- 100 Meter: 11,76 s, 18. Mai 2016 in Hanoi
  - 60 Meter (Halle): 7,59 s, 30. September 2009 in Hanoi
- 200 Meter: 24,02 s, 27. Oktober 2017 in Ho-Chi-Minh-Stadt